# Farsta strand
Farsta strand är en stadsdel i Söderort inom Stockholms kommun, belägen strax intill sjön Magelungen. Stadsdelen gränsar till Larsboda, Farsta, Fagersjö och Farstanäset samt till Trångsund och Fållan i Huddinge kommun. Stadsdelens centrum ligger vid Stieg Trenters torg som uppfördes 1993–1994. Landarealen är på 156 hektar. 
Stadsdelen var kring sekelskiftet 1900 en del av Södertörns villastad och fick sitt nuvarande namn 1961; tidigare hette området Farsta gård efter gården med samma namn från 1300-talet. Stadsdelen bildades 1956 när Farsta delades i flera olika stadsdelar. Från Farsta strand leder Ågestabron från 1970-talet över Magelungen. Ågestabron och Ågesta broväg delar området i en västlig och en östlig del.

## Historik

### Farsta gård och Forsens gård

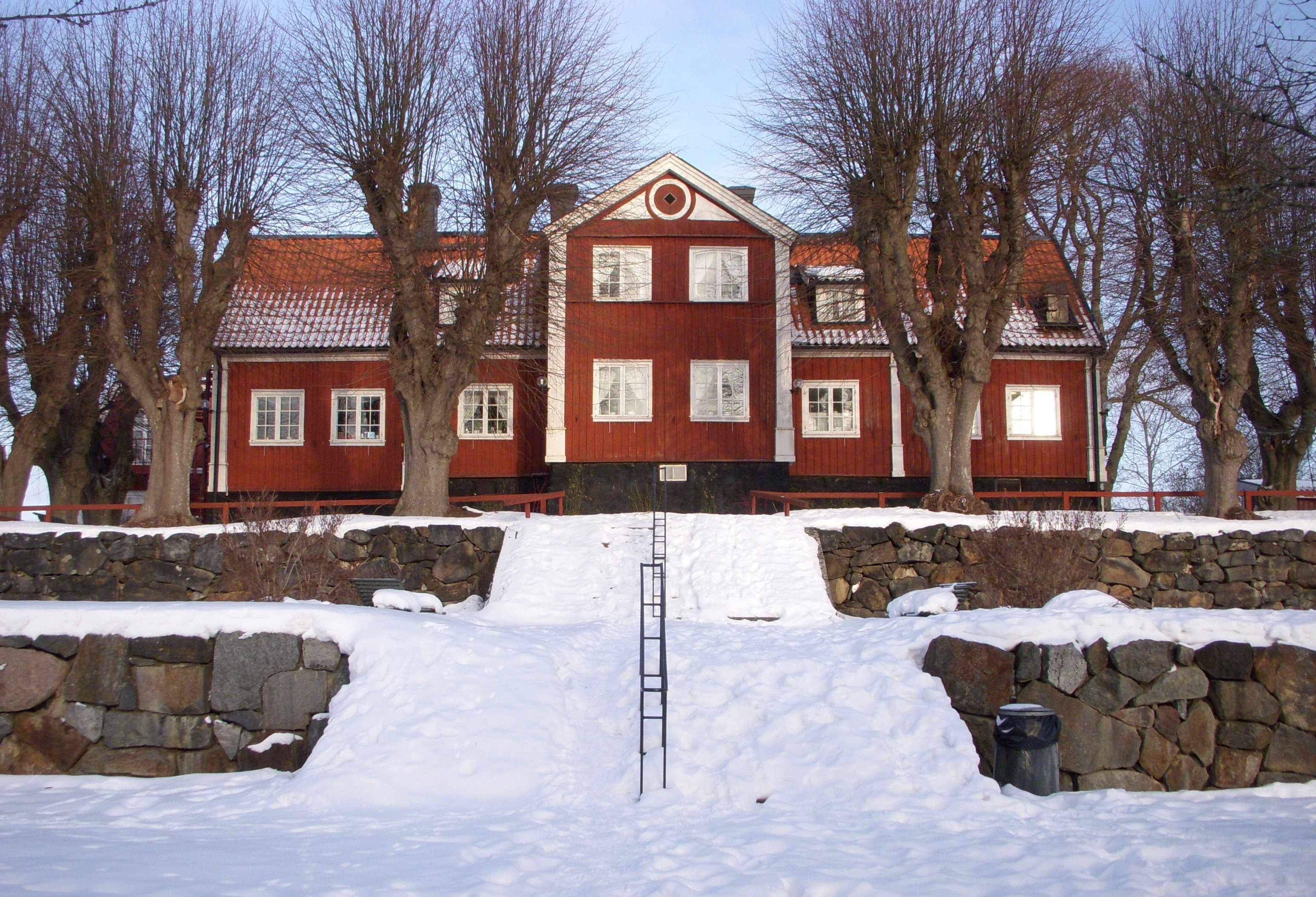
Farsta gård, fasad mot syd.

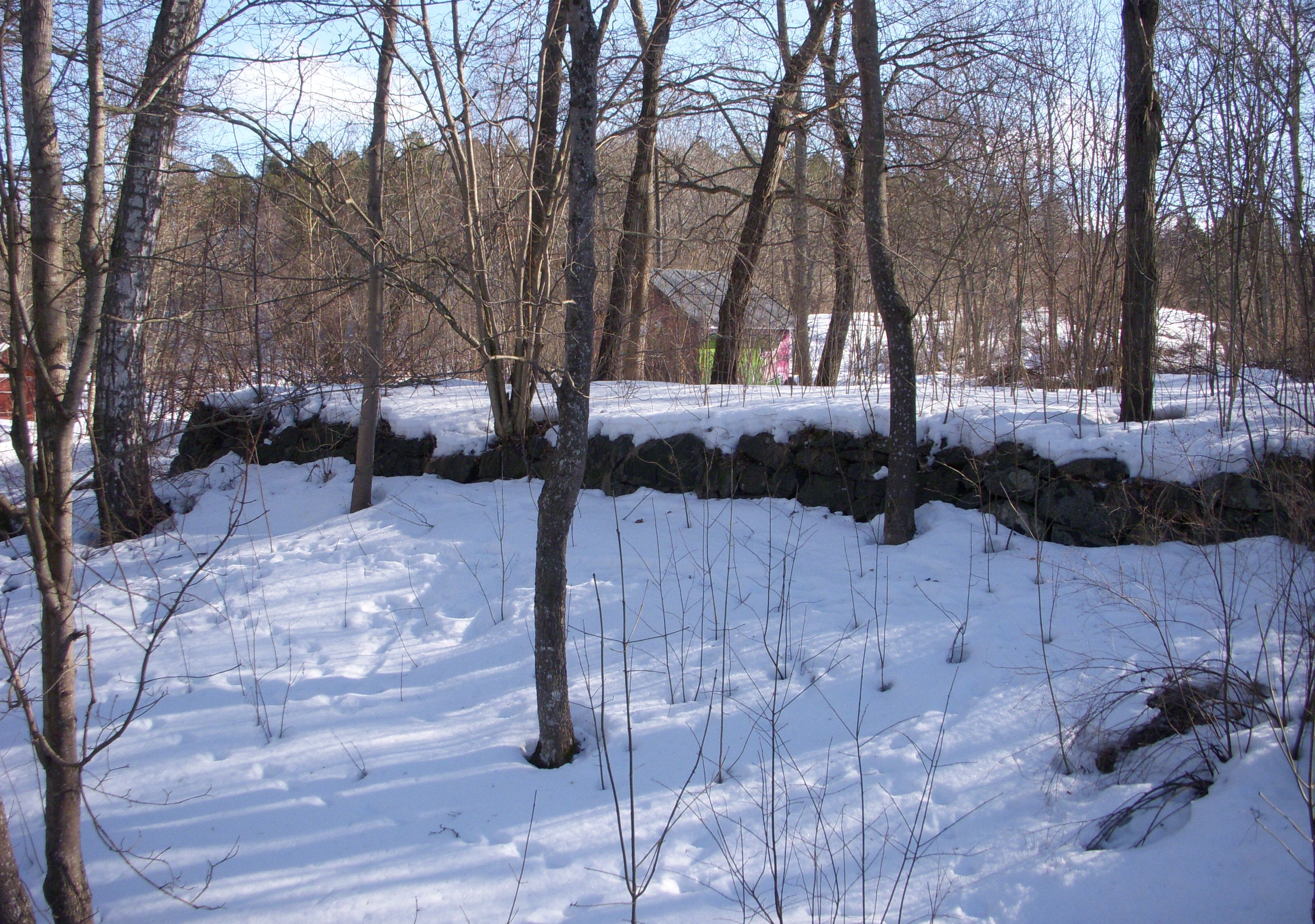
Husgrund vid Forsens gård.

Trakten har varit bebodd alltsedan forntiden, vilket ett järnåldersgravfält och en runsten från 1000-talet strax söder om Farsta gård låter berätta. Runstenen Sö 290 är den enda bevarade i Söderort. Farsta gård i Brännkyrka socken har anor från 1300-talet då gården ägdes av Bo Jonsson Grip. Den nuvarande huvudbyggnaden i karolinsk stil uppfördes troligen på 1680-talet av den dåvarande ägaren, en ättling till riksrådet Johan Skytte.
Längst ut i östra delen av dagens Farsta strand, vid Forsån låg Forsens gård som löd under Stora Sköndal. Endast grunden av gården finns kvar idag, cirka 25 meter från bron över Forsån. I en husförhörslänga från 1792 omnämns Forsens gård som en av flera trädgårdsmästarbostäder. Till början av 1960-talet fanns ett par långa röda bostadslängor kvar intill sjöstranden. Dessa hade varit bostäder åt folk som arbetat på det garveri, som fanns här intill ån. Forsens huvudbyggnad låg vid den nuvarande lilla träbrons södra fäste. Huvudbyggnad förstördes helt vid en brand 1935. Delar av trästommen från bostadslängorna återanvändes för reparation av en historisk byggnad vid Lotsgatan 5 på Södermalm.
Förutom de stora bondgårdarna fanns bland en handelsträdgård som sträckte sig mellan Marieborg och Magelungen, ett garveri och minst fem tvätterier. Nedanför Marieborg, vid Magelungen låg ett rökeri för fisken som fångades i sjön. Rökhuset, byggt delvis av tegel och delvis av trä finns fortfarande kvar och används numera som materialbod för Marieborgs båtklubb.

### Södertörns villastad

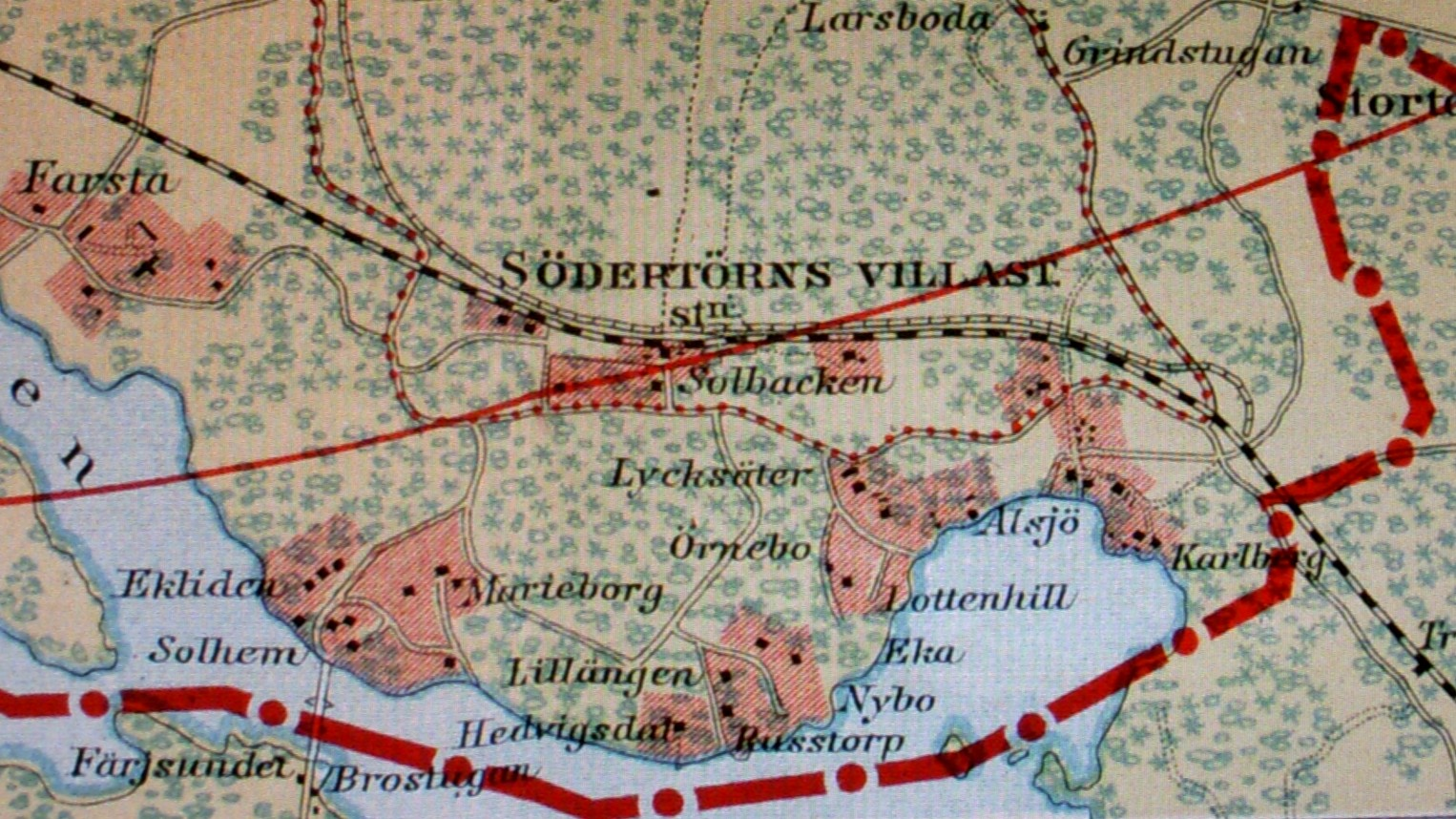
Del av Södertörns villastad 1912.

Från år 1901 började området, som då fortfarande låg utanför Stockholm i Brännkyrka landskommun (inkorporerat med Stockholms stad 1913), att exploateras för villabebyggelse under namnet Södertörns villastad. Initiativtagare var två grosshandlare som tillsammans förvärvat egendomen "Farsta" 1897, ett landområde som då utgjordes av 2 000 tunnland. De bildade AB Södertörns villastad, och styckade av närmare 600 tomter i område vilka såldes för villabebyggelse, en del av dem direkt vid sjön Magelungen och andra vid Drevviken. 1911 hade 110 tomter försålts och cirka 70 av dem var bebyggda. Tomtpriset låg på mellan 10 och 18 öre per kvm, varvid det högre priset gällde "väl belägna sjötomter".
Bolaget lockade med "friskare läge, härligare natur och ett mer ofördärfvadt land torde ej finnas i Stockholms närhet…",
men det blev inte särskilt lönsamt eftersom det var så dåliga kommunikationer till centrala Stockholm trots att järnvägstrafiken på Nynäsbanan kommit igång 1901. Stockholms stad förvärvade "Södertörns villastad" 1912. Initiativet kom från stadens borgmästare Carl Lindhagen och stadsingenjören Herman Ygberg. Syftet var att säkra Stockholms framtida utökning. Än idag finns flera villor kvar, många med egna namn, som Elliotska villan, Dagaborg, Gyllings villa och Vilohemmet. De flesta ägs numera av Stockholms stad som hyr ut dem till ateljéföreningar och för förskole- eller ungdomsverksamhet.

### Det moderna Farsta strand

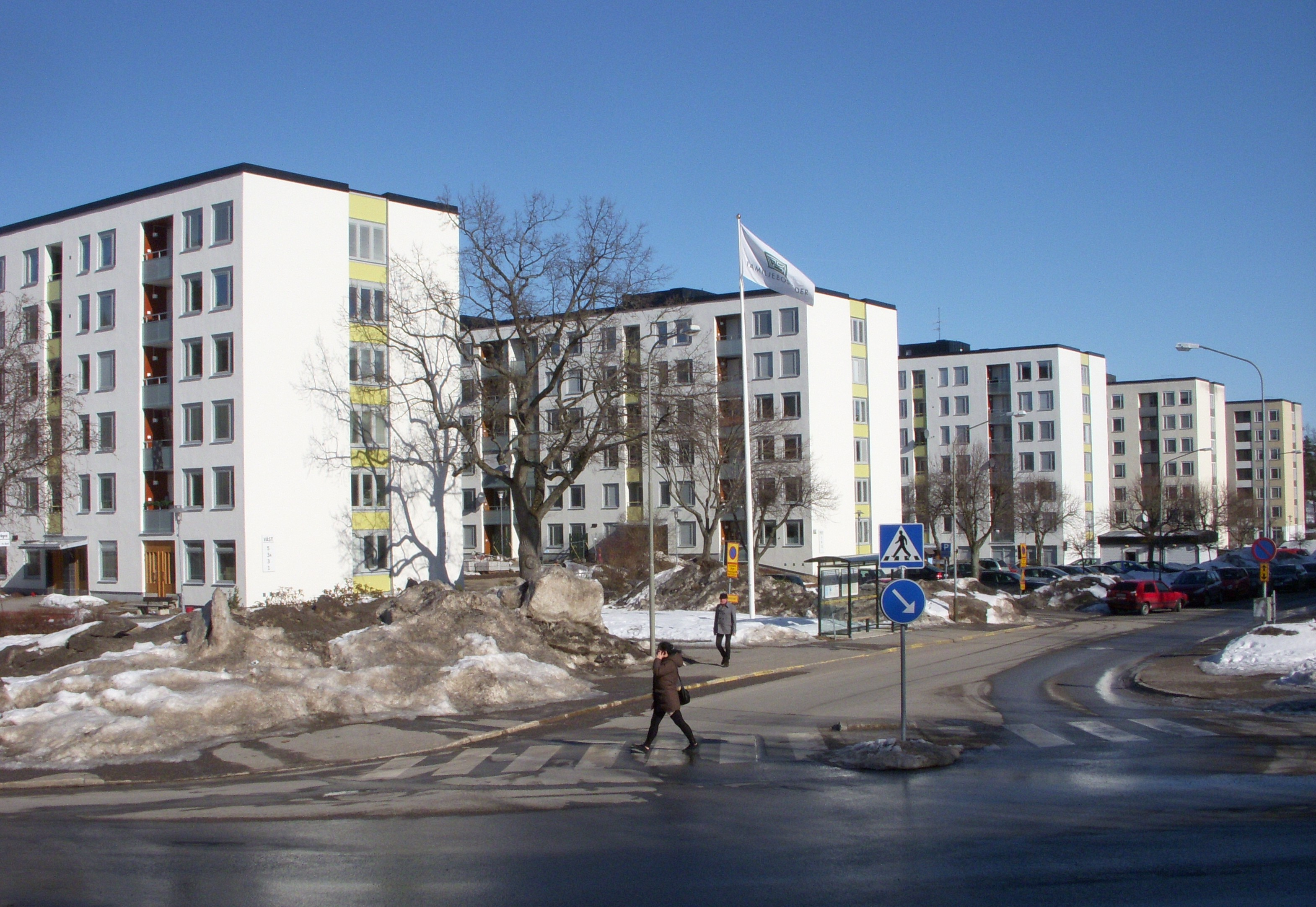
Renoverad 1960-tals bebyggelse längs Nordmarksvägen, mars 2011.

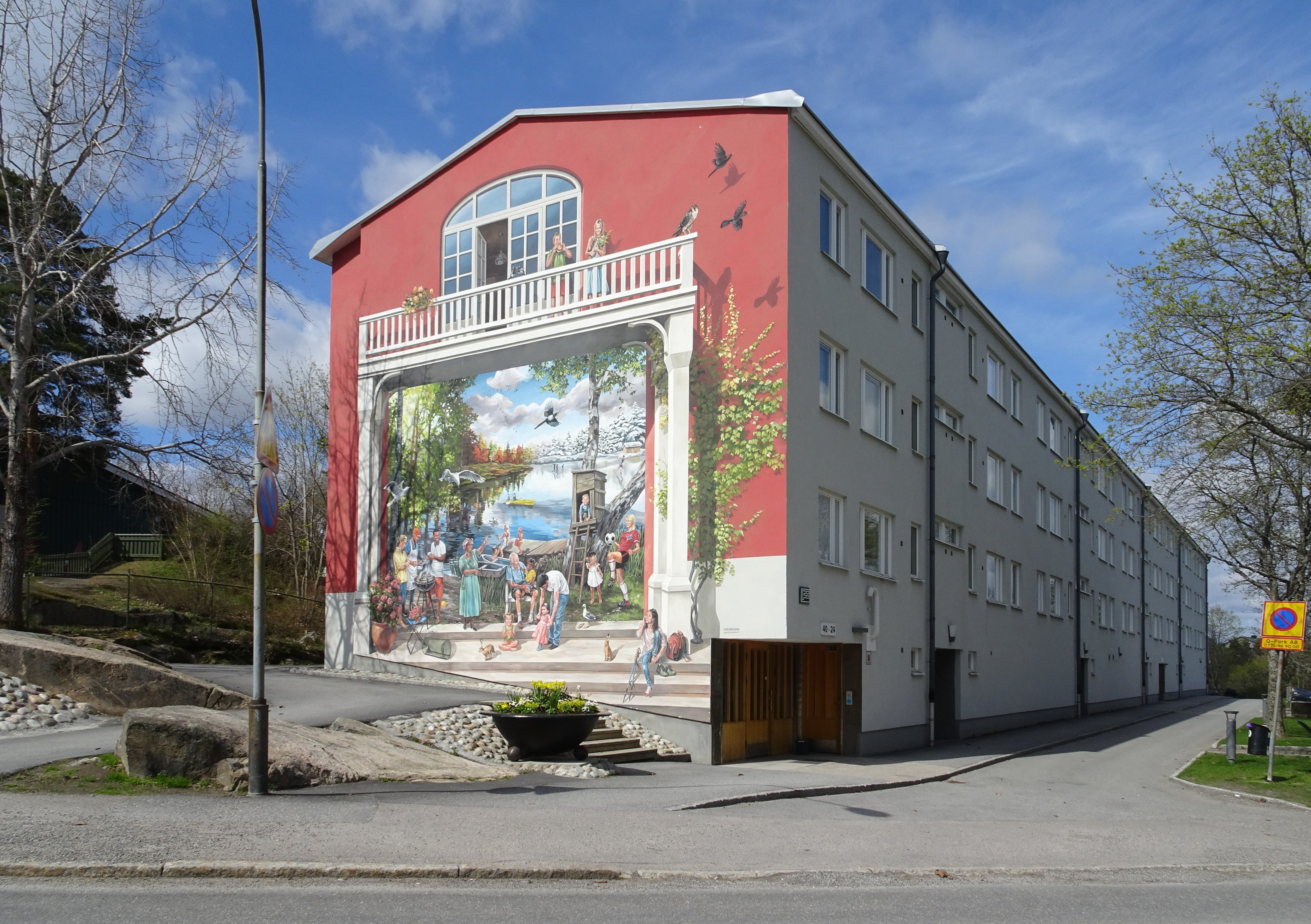
Muralmålningen Livet i Farsta av Cité Création på Brunskogsbacken 40.

År 1953 utarbetades generalplanen för Farsta med omgivning. Stadsdelen skulle ha sin egen sociala service med skola, idrott, daghem samt visst kommersiellt utbud. Utbyggnaden påbörjades 1957 med några flerbostadshus och tog rejäl fart 1959. I samband med att det moderna Farsta strand växte fram revs de flesta villorna från Södertörns villastads tid, i stället uppfördes moderna flerfamiljshus i sedvanlig modernistisk stil, byggandet skedde huvudsakligen 1964–1968. De första husen inklusive en liten centrumanläggning byggdes 1957 vid Boforsgatan 1–9, arkitekt Ernst Grönwall. Strax intill uppfördes fem punkthus och lamellhus, arkitekt Lars Bryde på uppdrag av Stockholms Kooperativa Bostadsförening (SKB).
Kommunala fastighetsbolaget Svenska Bostäder lät uppföra tiovåningars skivhus vid Ullerudsbacken. Husen ligger väldigt högt, och har en milsvid utsikt över Magelungen. I närheten fortsatte utbyggnaden med skiv- och loftgångshus längs Nordmarksvägen. De sju loftgångshusen i kvarteret Marö, på vägens södra sida, ligger glest placerade efter idén med "hus i park", det vill säga bebyggelsen på en öppen, grön trädgårdstomt. De är tidstypiska exempel på samtidens rationella byggande med betongelement och loftgångsfronter av eternitskivor.  Magelungsskolan uppfördes 1962-1969, arkitekt Åke Östin, och används som låg- och mellanstadieskola. Farstahallen (egentligen Farsta sim- och idrottshall) byggdes åren 1969–1975 genom Stockholms idrottsförvaltning efter ritningar av Gustav Kaunitz arkitektkontor.
Under första hälften av 1990-talet fick stadsdelen en ny centrumanläggning i samband med att HSB lät bygga några kvarter med flerbostadshus längs Magelungsvägen. Centrumtorget är uppkallat efter deckarförfattaren Stieg Trenter som växte upp i det som idag är Farsta Strand. En del byggnader längs Nordmarksvägen som ägs av AB Familjebostäder har renoverats på 2000-talet. År 2016 lät Familjebostäder utföra muralmålningen  Livet i Farsta på husgaveln Brunskogsbacken 40 genom det franska konstnärskollektivet Cité Création vilket var deras första uppdrag i Sverige.

## Byggnader och anläggningar i urval

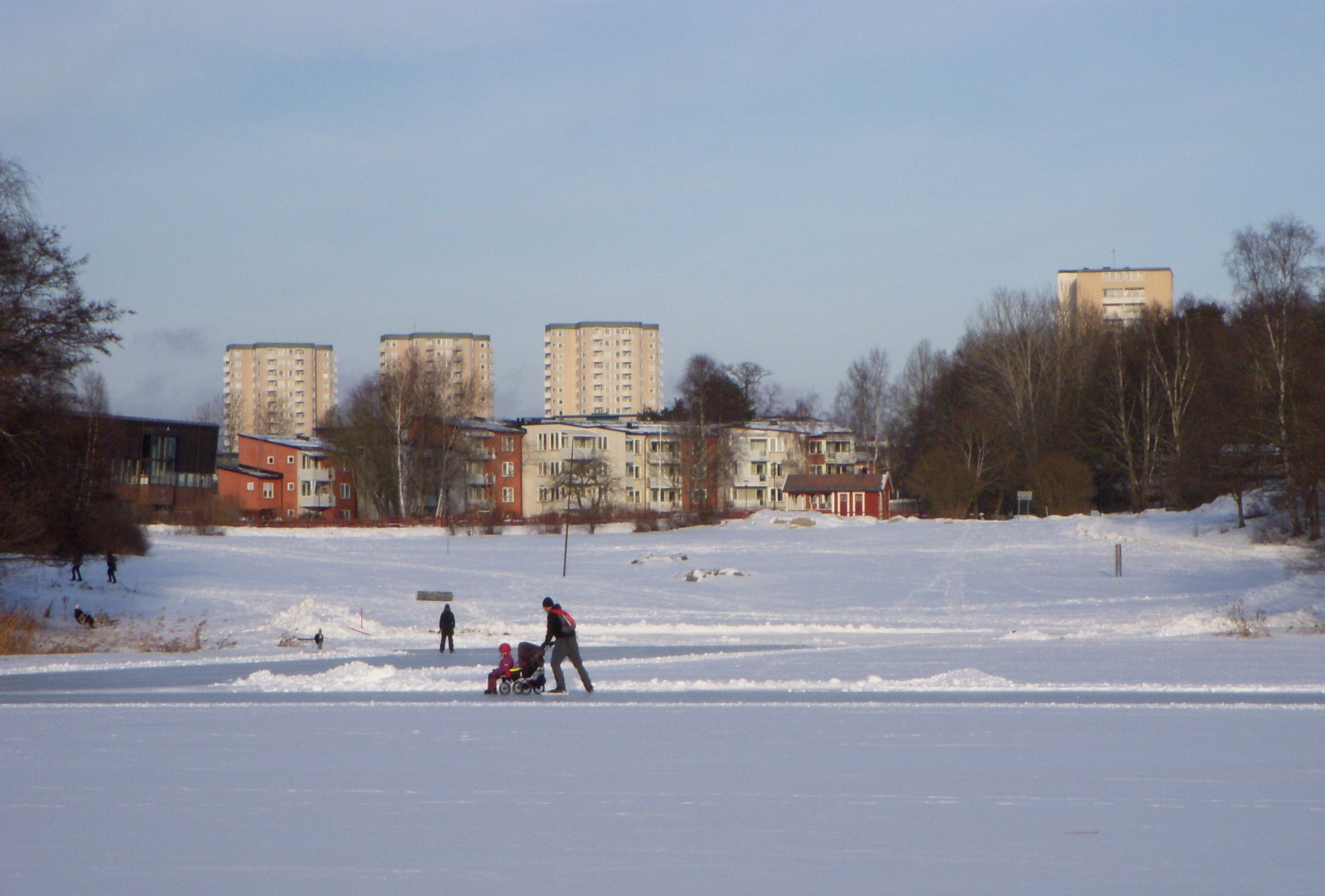
Farsta strand vid Farsta strandbad.

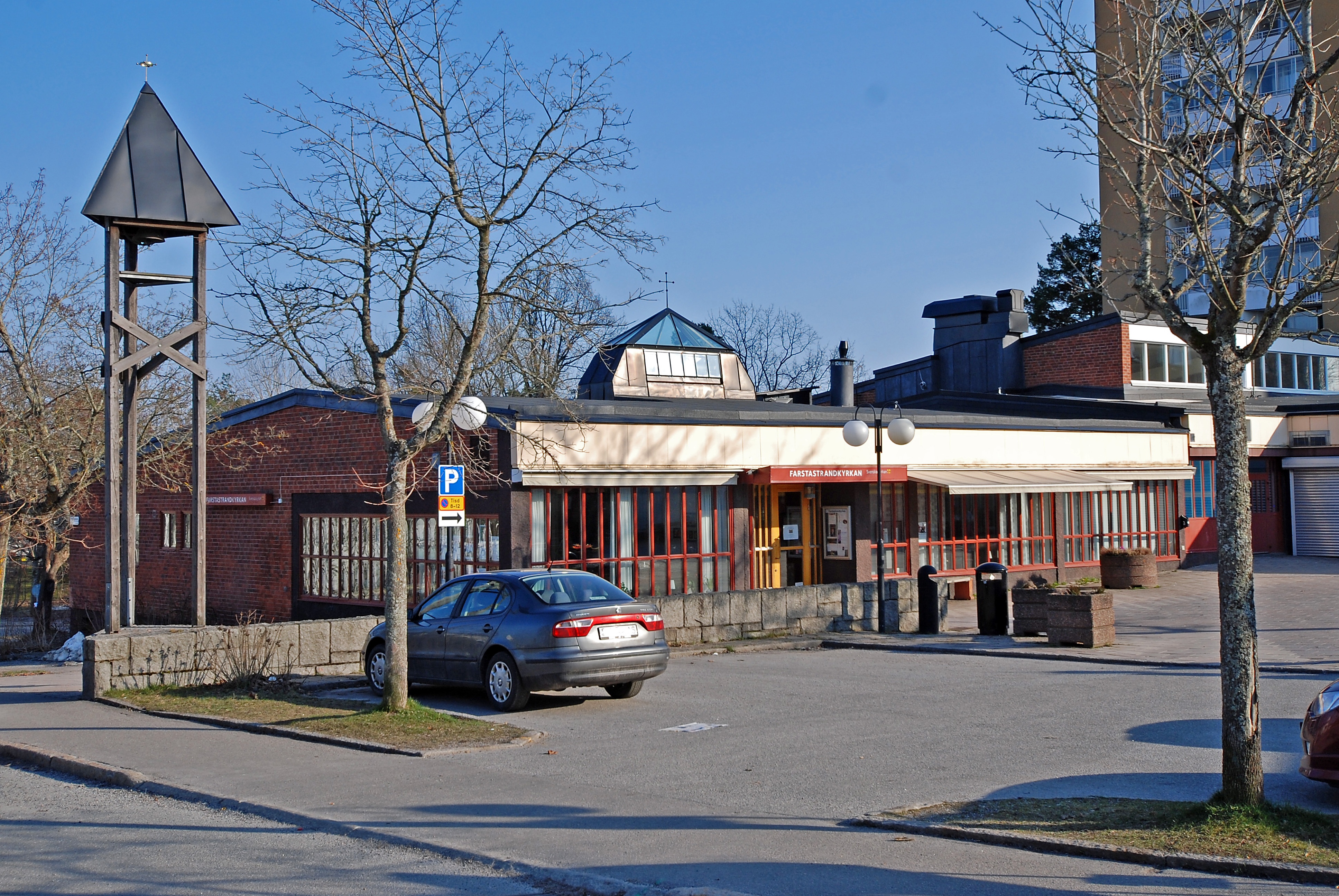
Farstastrandkyrkan.

- Farsta gård med anor från 1300-talet, då gården ägdes av Bo Jonsson Grip.
- Marieborg är ett historiskt område intill sjön Magelungen, omtalas 1792 som trädgårdsmästarboställe för Farsta gård. Idag finns där “Villa Marieborg” från sekelskiftet 1900 som ligger mitt i ett radhusområde vid Rådagatan.
- Elliotska villan, med gulfärgade putsfasader, uppförd av grosshandlaren Bror Samuel Elliot 1905–1910, används som behandlingshem.
- Villa Dagaborg, jugendstilvilla från 1902, ritad av arkitekt R.L. Lindquist för auditören August von Hedenberg. År 1968 förvärvade Stockholms stad fastigheten, som hyr ut det som bostad och ateljé.
- Gyllings villa ligger vid Högerudsbacken 51. Den är byggd 1903 av kassör Carl Wilhelm Cederborg, men uppkallad efter familjen Gylling som bodde här från 1931 i drygt 50 år. Stockholm stad köpte den 1983, idag förskoleverksamhet.
- Ateljéhuset, snickarglädje från 1904, årtalet står på vindflöjeln som är utformad som en drake. Byggnaden kallas även "Villa Kolmo" på äldre ritningar.
- Vilohemmet, jugendstilvilla från 1903 för ingenjören och uppfinnaren Frans D. Lundgren (därav även namnet "Ingenjörens hus"). Idag transitboende för ungdomar som kommer ensamma till Sverige och söker asyl.
- Russtorp är en rödfärgad trävilla som uppfördes 1902 för bankkamreren Frans Roland Neyber. Huset. Det sägs att sovjetambassadören Aleksandra Kollontaj bodde här en tid.
- Magelungsterrassen är ett nybyggt terrasshusområde vid Ullerudsbacken 59 som nominerades till Årets Stockholmsbyggnad 2018.
- Marö 5 är en stor rödfärgad trävilla som uppfördes 1900-1912 vid nuvarande vid Nordmarksvägen 6B och används idag som föreningslokal.
- Rödkinda barnhem från 1916 byggt för Stiftelsen Bernströms barnhem. Nyttjades under 1920- och 1930-talen av Malmqvistska barnuppfostringsanstalten. I dag är huset privatbostad och nya radhus och parhus uppförs på tomten.
- Farstahallen är en kommunägd bad- och gymanläggning, belägen vid Farstaängsvägen 3. Hallen byggdes åren 1969–1975.
- Farstastrandkyrkan är kyrkan i stadsdelen. Tegelbyggnaden uppfördes på 1960-talet, men invigdes som kyrka 1997.
- Ågestabron leder över Magelungen på gränsen mellan Stockholms kommun och Huddinge kommun. Ungefär halva bron ligger i Stockholm och andra halvan i Huddinge. Nuvarande bro uppfördes 1971.

### Bilder, byggnader i urval

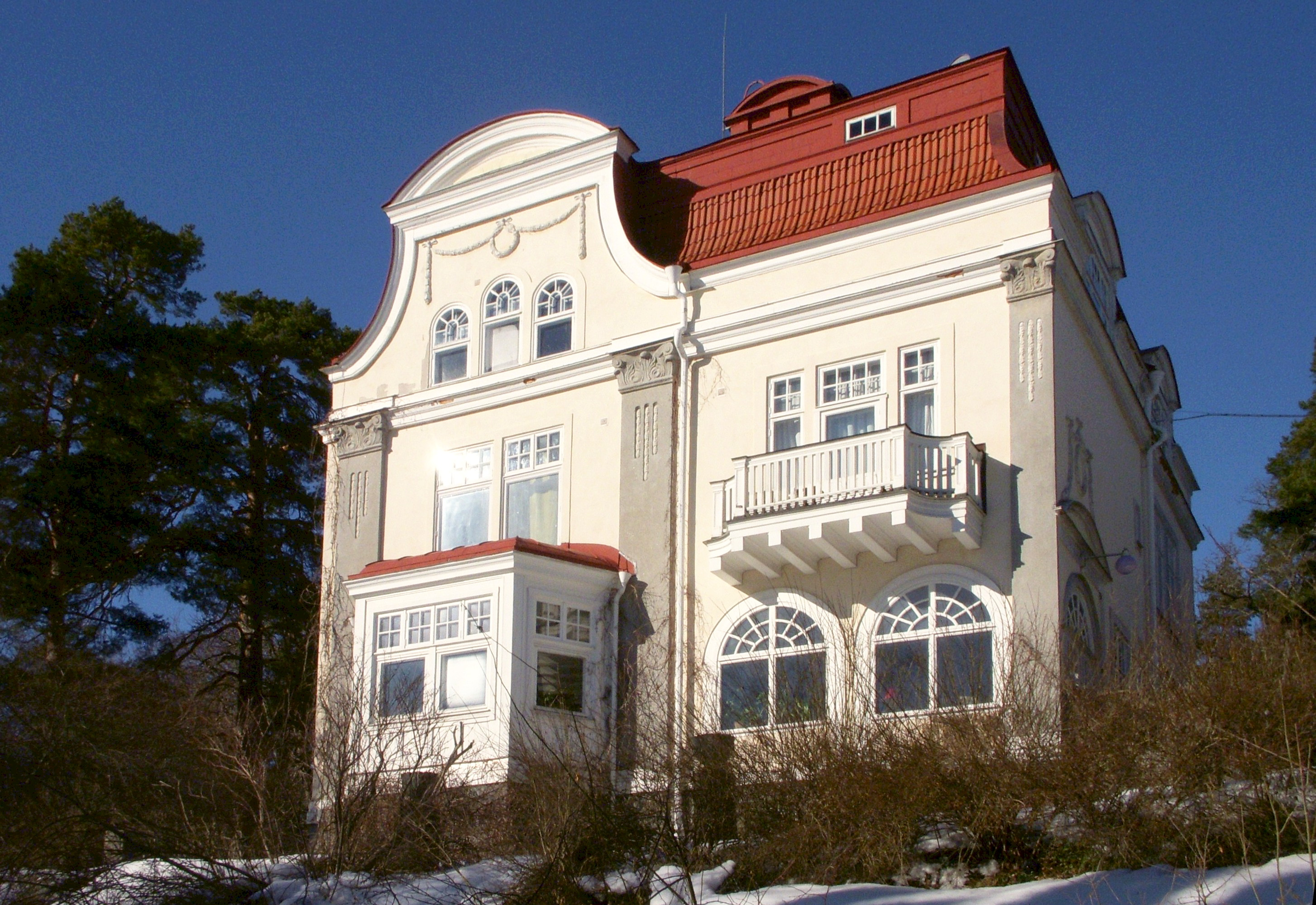
Villa Dagaborg.
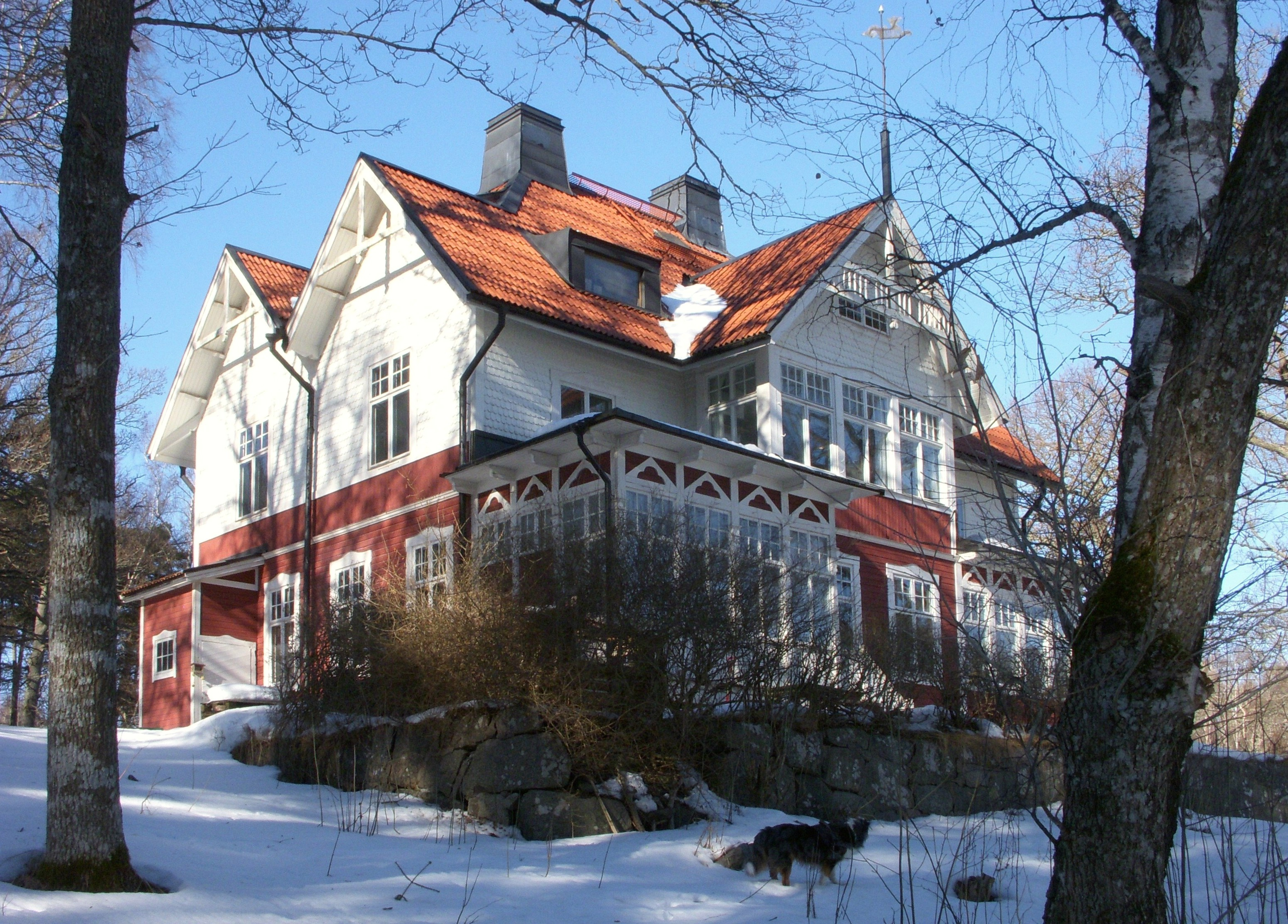
Ateljéhuset.
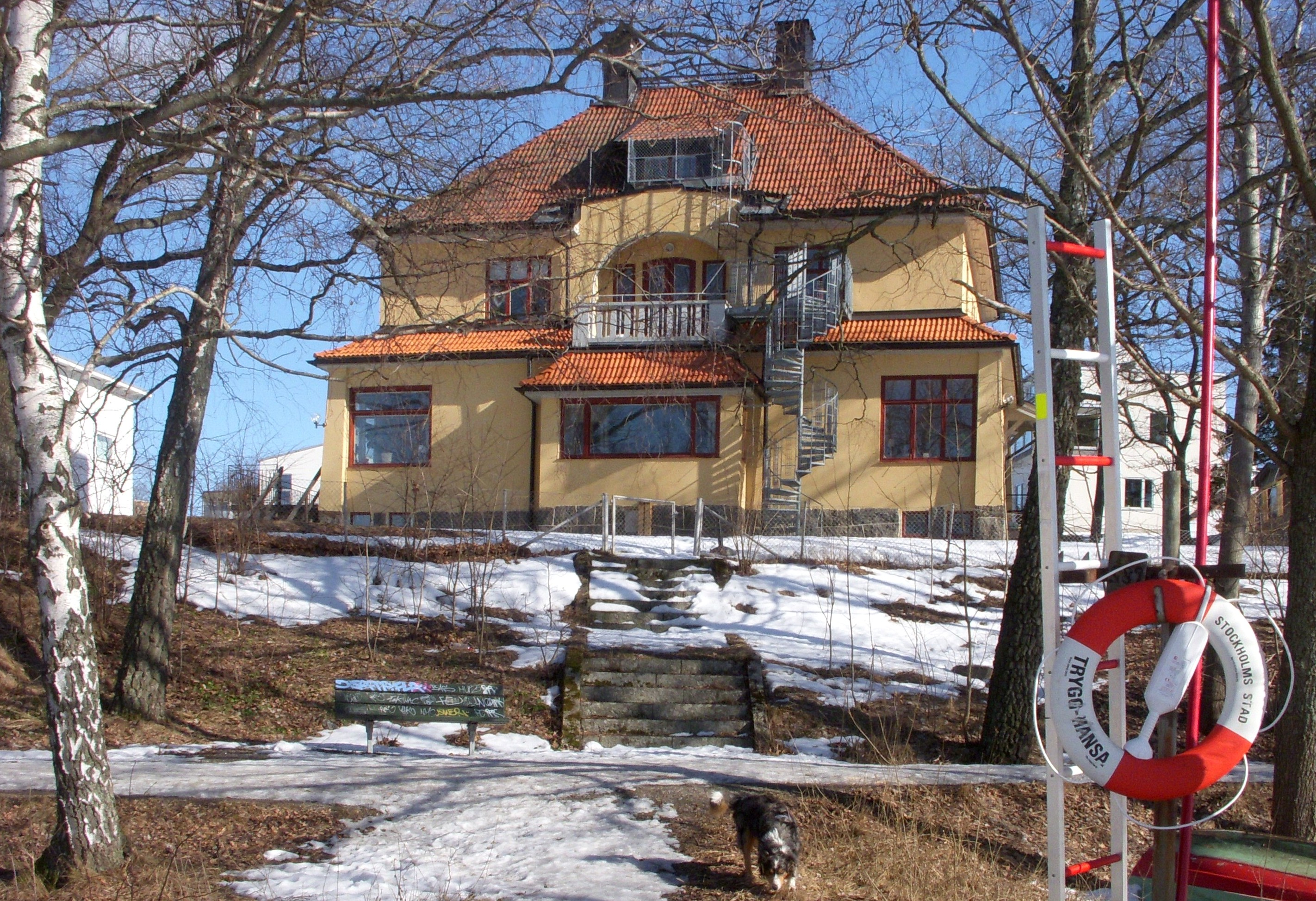
Elliotska villan.
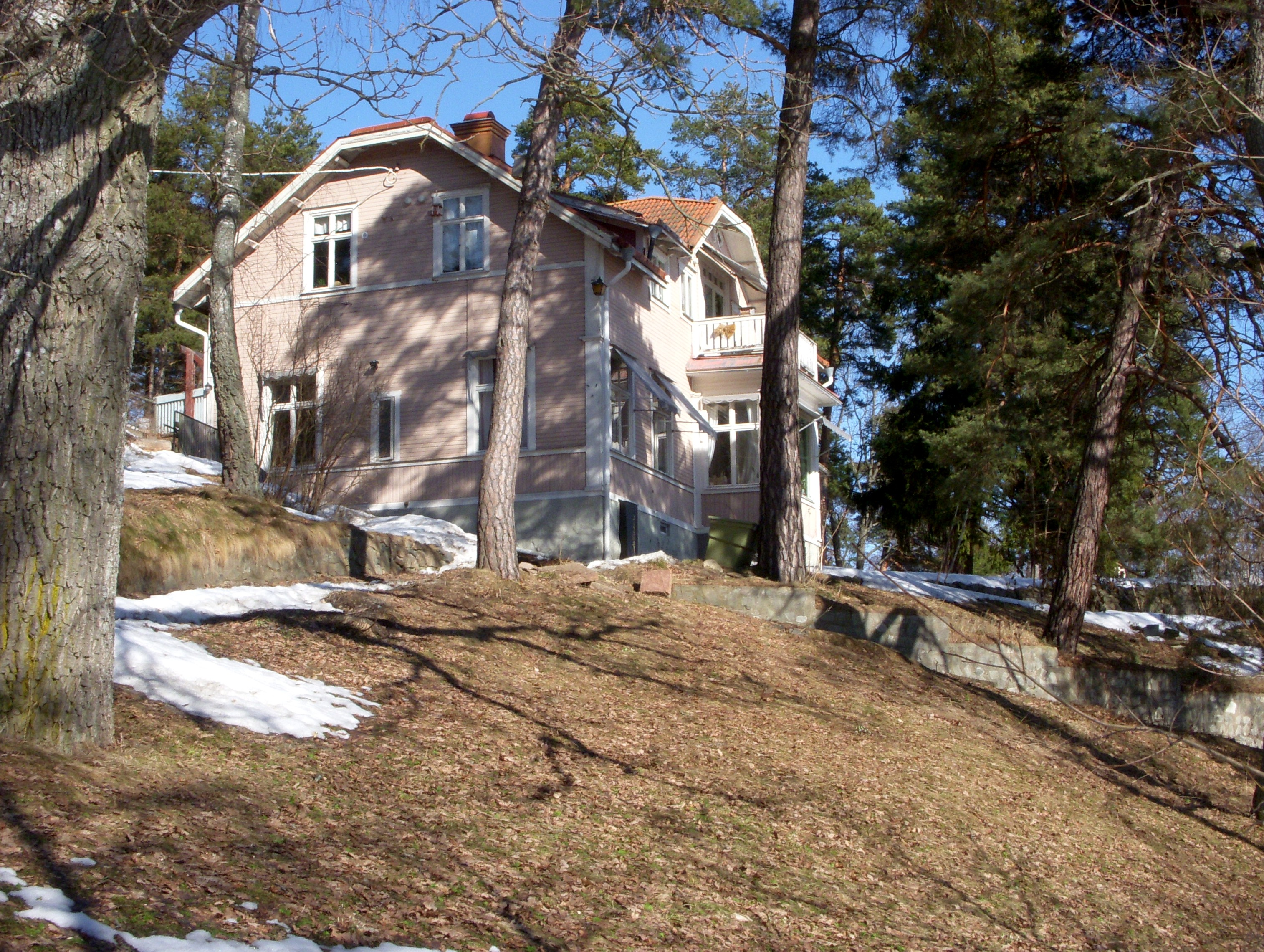
Gyllingska villan.
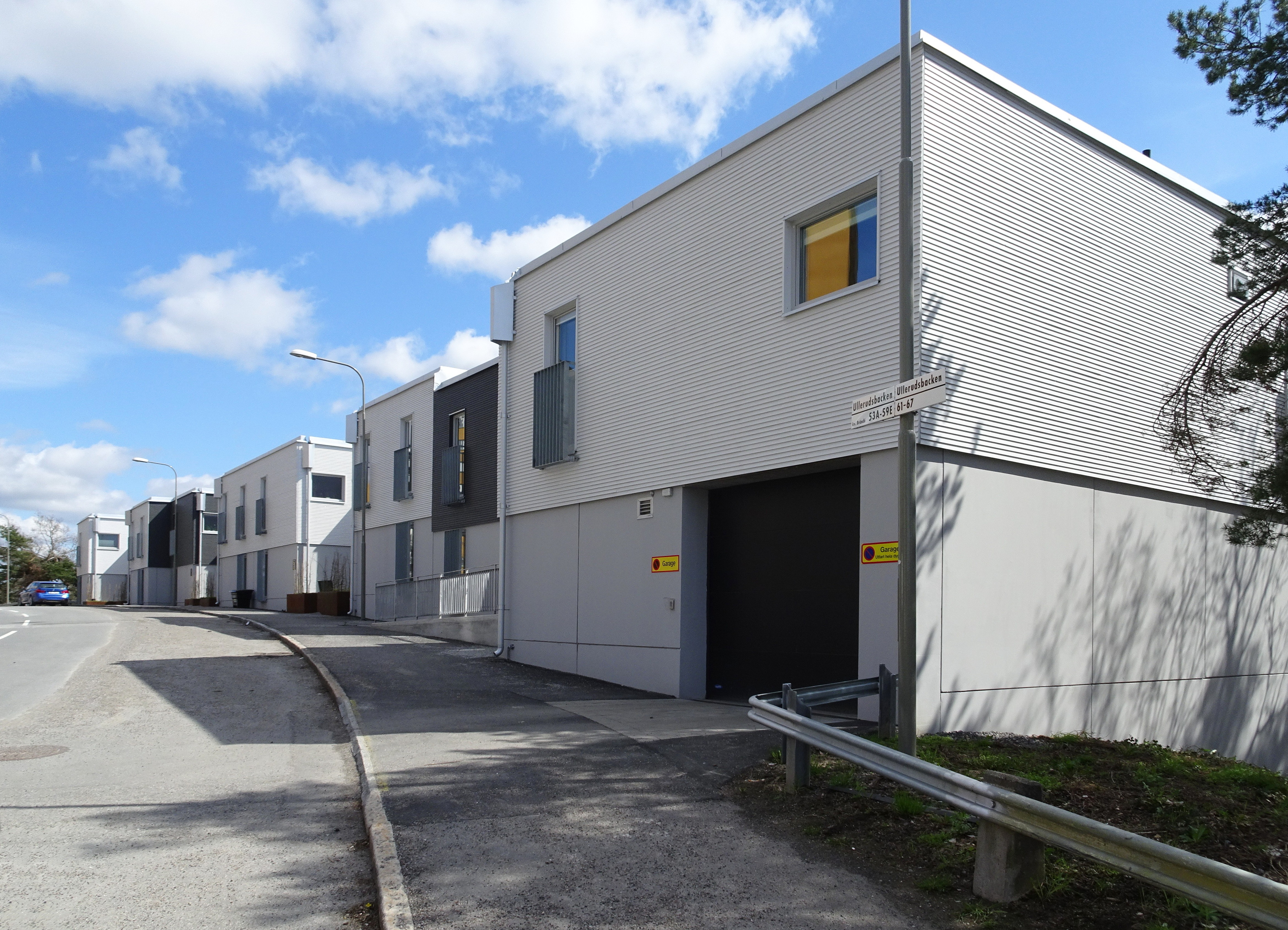
Magelungsterrassen.

## Tunnelbanestationen
Farsta strands tunnelbanestation är ändstation på tunnelbanans gröna linje 18. Stationen invigdes 29 augusti 1971.
Konstnärlig utsmyckning; mosaik på golv och väggar av Fredrik Jacobson från 1993 samt Farstas historia av Kristina Anshelm, 1997.

## Pendeltågsstationen
När Nynäsbanan invigdes år 1901 inrättades en station med namnet Södertörns villastad. Turtätheten var gles med bara sju avgångar per dag från Stockholms central (och två extratåg på helgen). Tågen gick då via Liljeholmen till Stockholm vilket förlängde resan. Först 1929 kom en kortare sträckning via Årstabron.
Sedan pendeltågstrafiken utvecklats kom stationen att få större betydelse. Den namnändrades 1989 till Farsta strand för att ge en bättre anknytning till stadsdelen och tunnelbanestationen med samma namn. 1993 låg dubbelspåret klart och stationen hade då byggts om till en modern pendeltågsstation. Avståndet till tunnelbanan är 200 meter.

## Demografi
2017 hade stadsdelen cirka 5 400 invånare, varav cirka 40,3 procent med utländsk bakgrund.